# 織田信久
織田 信久（おだ のぶひさ）は、江戸時代前期から中期にかけての大名。上野国小幡藩3代藩主。官位は従四位下・侍従、越前守。

## 生涯
大和国宇陀松山藩主・織田高長の四男として誕生した。
慶安3年（1650年）9月1日、先代藩主で従兄の信昌の末期養子として家督を相続した。同年12月28日、3代将軍・徳川家光に御目見する。明暦元年（1655年）12月29日に従五位下に叙任し、内記を称する。後に従四位下・侍従に昇進する。万治2年（1659年）6月13日に藩主として初めて帰国する許可を得る。寛文5年（1665年）4月17日、江戸城紅葉山における八講会に実兄長頼と予参を務めた。これにより、国主に準じた待遇を受けていたことがうかがわれる。
信久の治世は64年の長きにわたった。この間に新田開発や治水工事に尽力して藩政を安定化させたが、これをよいことに5割もの年貢増徴を行った上、助郷などによる領民の負担を増やしたため、やがて領民の間から不満が起こり、財政も破綻の兆しを見せ始めたという。
正徳4年（1714年）7月8日、72歳で死去し、跡を三男の信就が継いだ。なお、初代藩主・信良は領内の織田家の菩提寺を宝積寺と定めたものの、信久は崇福寺を再興して菩提寺を同寺に変更した。宝積寺の住職交代の儀式に際しての織田家の席次に不満を持っていたようである。宝暦8年（1758年）3月に崇福寺は焼失したものの、信雄から信富まで織田家7代の墓は現存している。
『土芥寇讎記』には「信久、武道ヲ専ラトシ、軍者ヲ招キ、兵術ヲ聞フ。文道ハ学ブニ似テ、誠ニ非ズ。偽リテ外ヲ飾ルト聞フ。行跡寛々ト見ヘテ、威儀ヨケレドモ、内心孟侫奸ノ気味有リ」とあり、当時の大名の中での評価は低い。

## 系譜
父母
- 織田高長（実父）
- 織田信昌（養父）

正室
- 稲葉信通の娘

子女
- 織田信盛（長男）生母は正室
- 織田信就（次男[2]）
- 織田信知（三男）生母は正室
- 浅田信允
- 蝶姫 ー 大村純尹正室